# District de Kalat
Le district de Kalat ou Qalat (en ourdou : قلات) est une subdivision administrative du centre de la province du Baloutchistan au Pakistan. Héritier de l'État princier de Kalat, il est créé en 1955 autour de sa capitale Kalat.
Le district est principalement rural et peuplé de quelque 400 000 habitants en 2017. Surtout pauvre et vivant de l'agriculture malgré un climat aride, la population est en majorité constituée de tribus brahouis et baloutches.

## Histoire
L'actuel district fait partie de l'État princier de Kalat à partir du XVIIe siècle et jusqu'à sa dissolution le 14 octobre 1955, date à laquelle il rejoint la province pakistanaise du Baloutchistan. Le district est alors le plus vaste de la province, avant qu'il ne soit successivement amputé de sa superficie pour créer de nouveaux district. Le district de Kachhi est ainsi créé en 1965, puis Khuzdar le 1er mars 1974 et Mastung le 18 février 1992.
Enfin, le district de Shaheed Sikandarabad est créé en 2017 avec Surab pour capitale.

## Démographie
Lors du recensement de 1998, la population du district a été évaluée à 237 834 personnes, dont environ 14 % d'urbains. Le taux d'alphabétisation était de 20 % environ, soit bien moins que la moyenne nationale de 44 %. Il se situait à 29 % pour les hommes et 9 % pour les femmes, soit un différentiel de 20 points, contre 25 pour la moyenne nationale.
En 2009, l'alphabétisation est estimée à 42 % par les autorités, dont 64 % pour les hommes et 13 % pour les femmes.
Le recensement suivant mené en 2017 pointe une population de 412 232 habitants, soit une croissance annuelle moyenne de 2,9 %, un peu inférieure à la moyenne provinciale de 3,4 % mais nettement supérieure à la moyenne nationale de 2,4 %. Le taux d'urbanisation augmente un peu pour passer à 18 %.
La grande majorité des habitants du district parlent brahoui ou baloutche. Le district compte quelques minorités religieuses, soit 1,6 % de chrétiens, 1,4 % d'hindous et de faibles effectifs sikhs et zoroastriens, en 1998. 

## Administration

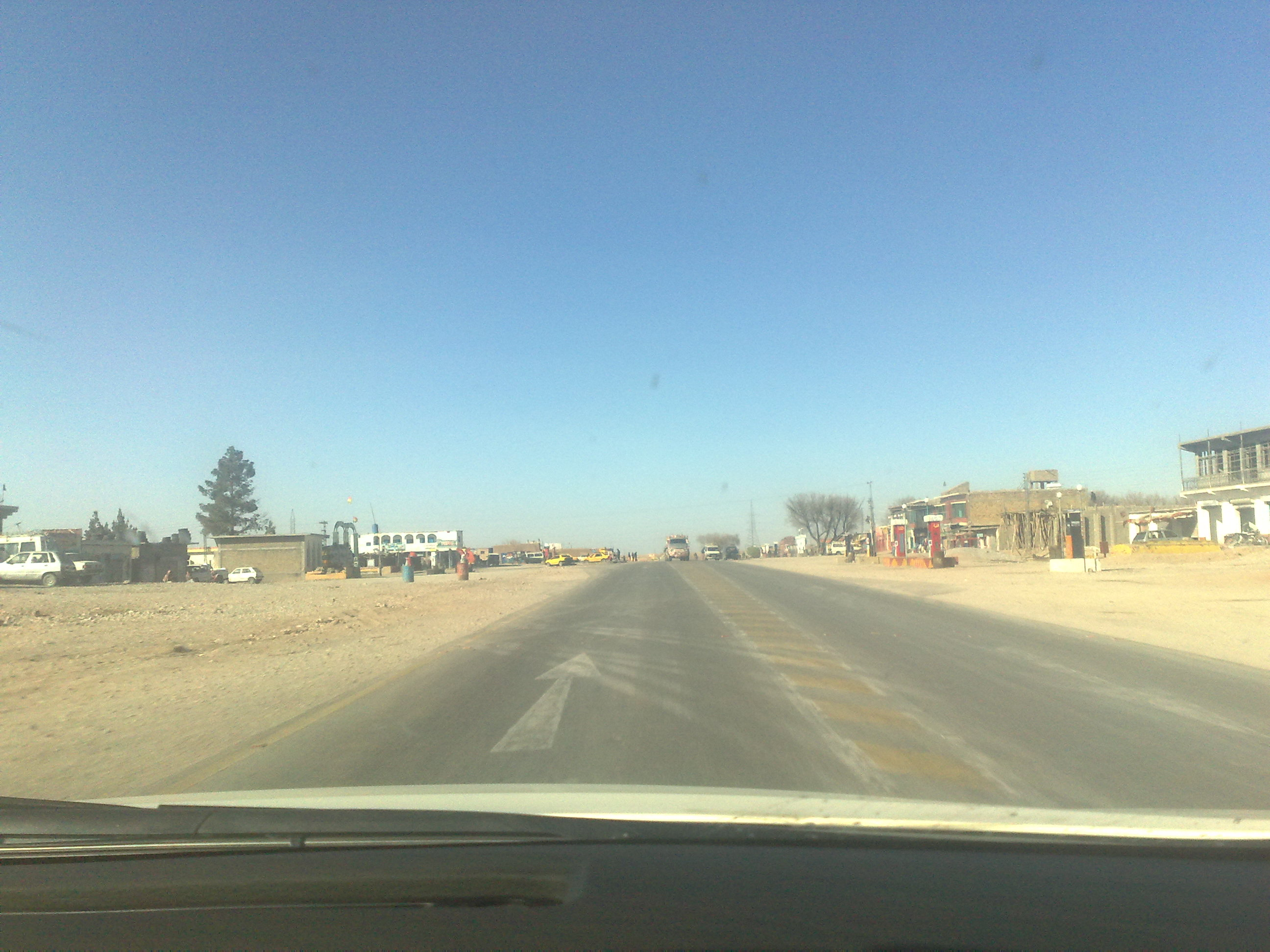
Tehsil de Surab.

Lors du recensement de 2017, le district est divisé en cinq tehsils ou sous-tehsils ainsi que 18 Union Councils. 
| Tehsil    | Population (rec. 2017) |
| --------- | ---------------------- |
| Gazg      | 5 726                  |
| Johan     | 10 726                 |
| Kalat     | 129 368                |
| Mangochar | 65 660                 |
| Surab     | 200 752                |

Le district compte près de 72 000 urbains selon le recensement de 2017, dont la totalité est répartie entre deux villes : la plus peuplée est la capitale Kalat, suivie de peu par Surab, qui est depuis devenue la capitale du district de Shaheed Sikandarabad, créé en 2017 à partir du tehsil de Surab.
| Ville | Population (rec. 2017) |
| ----- | ---------------------- |
| Kalat | 36 864                 |
| Surab | 35 594                 |

## Économie et éducation

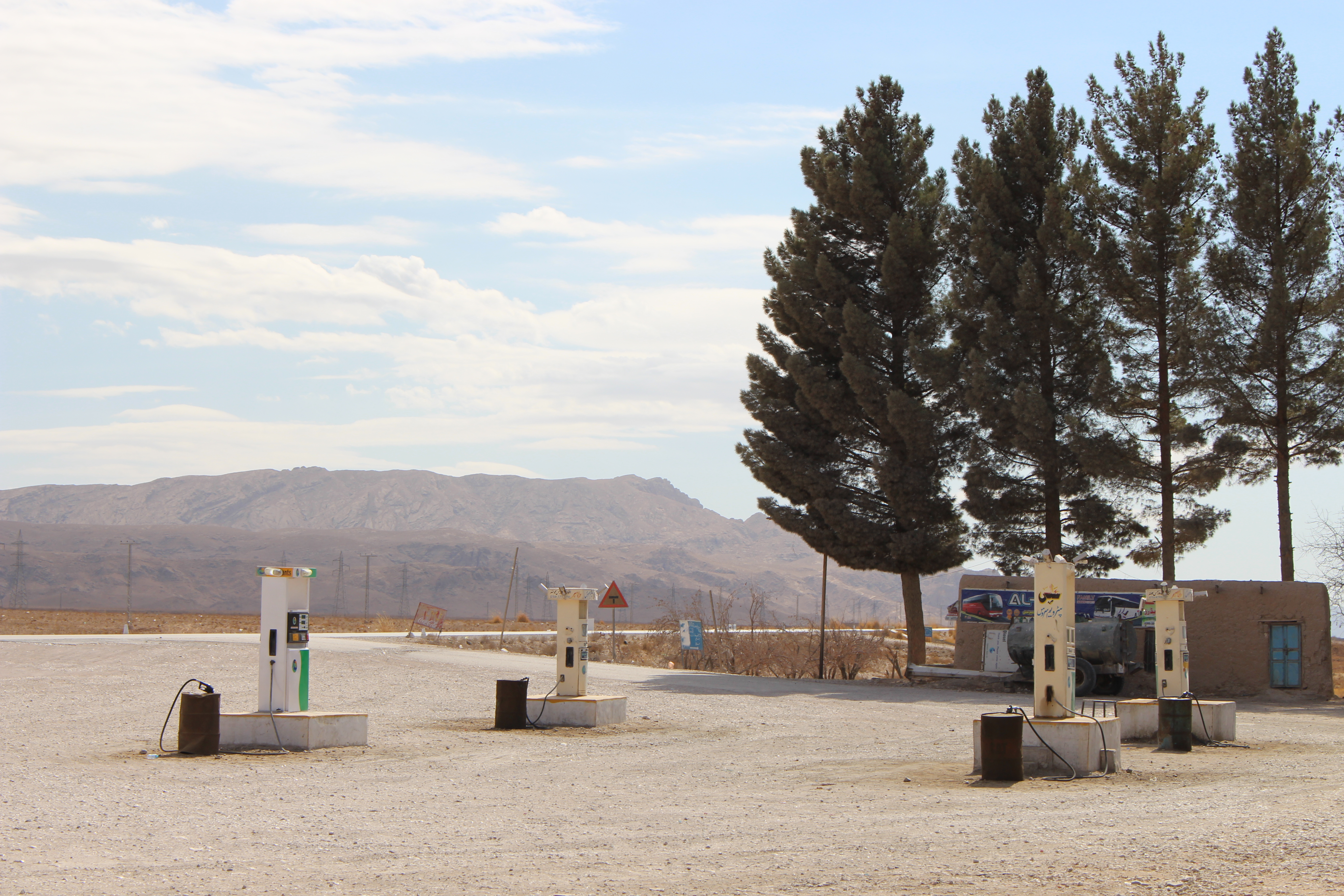
La route nationale no 25 près de Surab.

La population vit principalement sous un climat aride qui rend l'agriculture difficile. La forêt couvre 3 % du district. Près de 10 % de la superficie totale est cultivée, soit environ 1 500 kilomètres carrés, avec une production surtout orientée vers le blé, l'orge, du cumin, des lentilles, du mungo, des pommes et prunes notamment. L'élevage de chèvres et de moutons est également une source importante de subsistance.
Les services publics sont peu développés dans le district, notamment les infrastructures scolaires qui sont manquantes. Seuls 37 % des enfants sont scolarisés dans le primaire en 2009, et ce taux chute à 23 % pour l'enseignement secondaire.
Les villes de Kalat et Surab sont connectées à la route nationale no 25 qui relie Quetta à Khuzdar.

## Politique
De 2002 à 2018, le district est représenté par les deux circonscriptions no 36 et 37 à l'Assemblée provinciale du Baloutchistan. Lors des élections législatives de 2008, elles ont été remportées par un candidat de le Parti national baloutche et un indépendant, et durant les élections législatives de 2013, par un candidat du Parti national et un indépendant. À l'Assemblée nationale, il est partiellement représenté par la circonscription no 268, qu'il partage avec le district de Mastung. Lors des élections de 2008, elle a été remportée par un candidat du Parti du peuple pakistanais, et durant les élections de 2013, par un candidat du Parti national.
Depuis la réforme électorale de 2018, le district est partiellement représenté par la circonscription no 267, qu'il partage avec les districts de Mastung et Shaheed Sikandarabad. Au niveau provincial, il est représenté par la circonscription no 37. Lors des élections législatives de 2018, la circonscription nationale est remportée par un candidat du Muttahida Majlis-e-Amal, et la provinciale par le Parti baloutche Awami,.
| Parti                                      | Voix (province) | %       |
| ------------------------------------------ | --------------- | ------- |
| Parti baloutche Awami                      | 13 335          | 30,02 % |
| Muttahida Majlis-e-Amal                    | 12 842          | 28,91 % |
| Mouvement national baloutche               | 9 753           | 21,95 % |
| Parti national                             | 1 991           | 4,48 %  |
| Autres partis                              | 1 366           | 3,07 %  |
| Indépendants                               | 5 136           | 11,56 % |
| Total exprimés (participation : 54,31 %)   | 44 423          | 100 %   |
| Source : Commission électorale du Pakistan |                 |         |